# ロバート・ナイトホーク
ロバート・ナイトホーク（Robert Nighthawk、1909年11月30日 - 1967年11月5日）は、アメリカ合衆国のブルース・ミュージシャンである。本名はロバート・リー・マッコラムだがロバート・ナイトホーク、あるいはロバート・リー・マッコイの名前で演奏活動及びレコーディングを行なった。彼はブルース・ミュージシャンのサム・カーの父に当たる。ナイトホークは1983年、ブルースの殿堂入りをした。

## 来歴
ナイトホークは、1909年11月30日、アーカンソー州ヘレナに生まれた。彼は幼い頃に家を飛び出し、バスキングをして稼ぐミュージシャンとなった。ミシシッピ州南部を旅して周ったのち、彼は一時テネシー州メンフィスに居を置き、メンフィス・ジャグ・バンドを始め、地元のオーケストラ、ミュージシャンたちと演奏活動をした。この時期、彼に特に影響を与えたのはヒューストン・スタックハウスで、彼からスライドギターを教わり、ミシシッピ州ジャクソンのラジオで今日もしている。
ミシシッピ州をさらに旅した後、彼は母親の姓を名乗るのが賢明だと気づき、ロバート・リー・マッコイを名乗るようになった。彼は1930年代半ばにミズーリ州セントルイスに移住している。彼が当時共演したミュージシャンにはヘンリー・タウンゼント、ビッグ・ジョー・ウィリアムズ、サニー・ボーイ・ウィリアムソンIらがいた。1938年、彼らにナイトホークを加えた4人は1938年、イリノイ州オーロラのビクター・スタジオで2回のセッションを行なっている。ナイトホークは、自身の名義でもレコーディングをしており、1937年5月5日にレコーディングをした「Prowling Night-Hawk」から、芸名を取り、ロバート・ナイトホークと名乗るようになった。これらのセッションが、他の3人のミュージシャンたちとって、シカゴ・ブルースでキャリアを目指すきっかけとなっている。
ナイトホークはその後も奔放な生活を送り、ソロに加え、様々なミュージシャンとの演奏活動とビクター/ブルーバードおよびデッカにロバート・リー・マッコイ名義でレコーディングを続けた。カンザス・シティ・レッドが1940年代初頭から1946年頃まで彼のドラマーを務ていた。彼は後になって、レッドの楽曲「The Moon Is Rising」をレコーディングし、1953年にリリースしている。
ナイトホークは、WROXを含む地元ラジオ局でよく知られる存在となった。当時10代だったアイク・ターナーはミシシッピ州クラークスデールで彼のバンドのローディーとなった。ロバート・リー・マッコイとしての彼の存在は1940年代半ば頃に姿を消している。
その数年後の1948年、彼はスライド・ギタリストのロバート・ナイトホークとして再び脚光を浴びることとなり、アリストクラット（その改名後のチェス）にレコーディングを開始している。
1949年、ナイトホークはアリストクラットからシングル「Annie Lee Blues」/「Black Angel Blues」をリリースした。これは「ザ・ナイトホークス」名義で、メンバーはナイトホークに加え、ピアニストのアーネスト・レインとベーシストのウィリー・ディクスンであった。「Annie Lee Blues」は、1949年12月31日、ビルボードのR&Bチャートの13位を記録している。ナイトホークは1950年にチェス（元アリストクラット）での最後のセッションを行なった。彼はその後も演奏、レコーディング活動を続けはステイツ・レコード、ユナイテッド・レコードからレコードも出しているが、商業的成功には繋がらなかった。
1963年、ナイトホークはシカゴでバスキングをしているところを「再発見」された。これにより、再びレコーディング・セッションとクラブへの出演の機会を得るようになった。また、彼は故郷のアーカンソー州に戻り、ラジオ局KFFAの「キング・ビスケット・タイム」にも出演した。彼はまた1964年まで、シカゴのマックスウェル・ストリートでライヴ演奏をやり続けた。
ナイトホークは、脳卒中に見舞われた後心臓発作を起こし、1967年11月5日、心不全のため故郷のアーカンソー州ヘレナで死去した。57歳だった。彼はヘレナのマグノリア墓地に埋葬されている。

## レガシー
ナイトホークは、1983年にブルースの殿堂入りをした。
2007年、ミシシッピ・ブルース委員会は、ブルースゆかりの地、遺跡などをつなぐミシシッピ・ブルース・トレイルが通るミシシッピ州フライアーズポイントにナイトホークの標識（マーカー）を設置し彼を称えた。マーカーがフライアーズポイントに建てられたのは、ナイトホーク本人が放浪生活を送る中で、何度もこの町を故郷と呼んでいたことによるものである。彼は1940年に「Friar's Point Blues」という曲をレコーディングしている。

## ディスコグラフィー

### アルバム
- 1977年『Bricks In My Pillow』(Delmark) ※1951/52年のユナイテッド音源
- 1991年『Live On Maxwell Street』(Rounder) ※1964年マックスウェル・ストリートのライヴ音源
- 1997年『The Aristocrat of the Blues』(MCA/Chess) ※アリストクラットのアーティストを収録したコンピレーション
- 2004年『Prowling with the Nighthawk』(Document) ※戦前から戦後の音源集
- 2004年『Ramblin' Bob』(Sagablues) ※戦前から戦後の音源集
- 2021年『Sweet Black Angel (And More Chicago Blues)』(Jasmine)

### シングル
| 年                                         | 曲名                                                                              | レーベル/No.                                                  | 備考                                                                     |
| ------------------------------------------ | --------------------------------------------------------------------------------- | ------------------------------------------------------------- | ------------------------------------------------------------------------ |
| Robert Lee McCoy時代                       |                                                                                   |                                                               |                                                                          |
| 1937年                                     | 「Sold It To The Devil」/「Prowling Night-Hawk」                                  | Bluebird B-6995                                               | 「Sold It To The Devil」はBlack Spider Dumplin'の楽曲                    |
| 1938年                                     | 「Take It Easy, Baby」/「Mamie Lee」                                              | Bluebird B-7386                                               |                                                                          |
| 1938年                                     | 「My Friend Has Forsaken Me」/「Brickyard」                                       | Bluebird B-7416                                               |                                                                          |
| 1938年                                     | 「Want To Woogie Some More」/「C N A」                                            | Bluebird B-7440                                               | 「Want To Woogie Some More」はWashboard Sam And His Washboard Bandの楽曲 |
| 1940年                                     | 「Gonna Keep It For My Daddy」/「Mama Don't Allow Me To Stay Out All Night Long」 | Decca 7767                                                    | 変名Peetie's Boy名義                                                     |
| 「Never Leave Me」/「Friar's Point Blues」 | Decca 7819                                                                        | 変名Peetie's Boy名義。「Never Leave Me」はAnn Sortierの楽曲。 |                                                                          |
| Robert Nighthawk時代                       |                                                                                   |                                                               |                                                                          |
| 1949年                                     | 「Annie Lee Blues」/「Black Angel Blues」                                         | Aristocrat of the Blues 2301                                  | The Nighthawks名義                                                       |
| 1949年                                     | 「Jackson Town Gal」/「Six Three O」                                              | Aristocrat of the Blues 413                                   | The Nighthawks名義                                                       |
| 1951年                                     | 「Kansas City Blues」/「Crying Won't Help You」                                   | United U-102                                                  |                                                                          |
| 1951年                                     | 「Feel So Bad」/「Take It Easy Baby」                                             | United U-105                                                  |                                                                          |
| 1951年                                     | 「Return Mail Blues」/「My Sweet Lovin' Woman」                                   | Chess 1484                                                    |                                                                          |
| 1954年                                     | 「Maggie Campbell」/「The Moon Is Rising」                                        | States S 131                                                  |                                                                          |